# Dilasag
Dilasag è una municipalità di quarta classe delle Filippine, situata nella Provincia di Aurora, nella regione del Luzon Centrale.
Dilasag è formata da 11 baranggay:
- Diagyan
- Dicabasan
- Dilaguidi
- Dimaseset
- Diniog
- Esperanza
- Lawang
- Maligaya (Pob.)
- Manggitahan
- Masagana (Pob.)
- Ura